# Ken Shimura
Ken Shimura (志村 けん, Shimura Ken; amtlich: Yasunori Shimura (志村 康徳, Shimura Yasunori); * 20. Februar 1950 in Higashimurayama, Präfektur Tokio; † 29. März 2020 in Shinjuku, Präfektur Tokio) war ein japanischer Komiker. Shimura war am bekanntesten für seine Hauptrolle in Hachiji Da Yo! Zen'in Shūgō! (8時だョ!全員集合) mit der Comedy-Gruppe The Drifters (ザ・ドリフターズ) und Kato-chan Ken-chan Gokigen TV (加トちゃんケンちゃんごきげんテレビ) mit Cha Katō, einem weiteren Mitglied von The Drifters.

## Karriere
Ken Shimura wurde 1974 bekannt, als er Chū Arai (荒井 注, Arai Chū; 1928–2000) in der berühmten Komödiengruppe The Drifters ersetzte. Mit Hilfe der anderen Mitglieder der Gruppe lernte er, zu schauspielern und das Publikum zum Lachen zu bringen. Mit der Zeit zeigte er ein Talent für Komödie. Einige denkwürdige Bilder aus dieser Zeit sind der Schnurrbart-Tanz, in dem er mit Cha Katō und dem Lied Higashimurayama, das sich auf seine Heimat bezieht, die Hauptrolle spielte. Mit dieser Gruppe nahm er an der wöchentlichen Sendung Hachiji Dayo! Zen'inshūgō! von 1974 bis 1985 teil, wobei diese in ihrer besten Zeit Einschaltquoten von 40 % bis 50 % erreichte. Ab 1977 nahm er auch an der Fernsehsendung Dorifu Daibakushō (ドリフ大爆笑; „Dorifu, großer Lachanfall“) teil, bei der es sich um spezielle Sketche mit allen The Drifters-Mitgliedern handelte, die insgesamt eineinhalb Stunden dauerten.
Als Hauptperson trat er ab 1987 in seiner Sendung Shimura Ken no Daijoubudā (志村けんのだいじょうぶだぁ) in Erscheinung, in der er erstmals eine seiner bekanntesten Figuren, Henna Ojisan (変なおじさん; etwa „komischer Onkel“), spielte. Nach dem Ende von Shimura Ken no Daijoubudā 1993 übernahm Shimura bis zu seinem Tod die Hauptrolle zahlreicher Sendungen von Fuji Television. Im Jahr 2006 gründete und leitete er sein eigenes Komödientheater, Shimurakon (志村魂). Zuletzt war er regelmäßig in seinen Sendungen Tensai! Shimura Dōbutsuen (天才!志村どうぶつ園) und Shimura de Night (志村でナイト) zu sehen.
Am 20. März 2020 wurde Shimura wegen gesundheitlicher Beschwerden ins Krankenhaus eingeliefert, wo eine schwere Lungenentzündung diagnostiziert wurde. Am 23. März wurde bestätigt, dass er an COVID-19 erkrankt war. Am 24. März wurde Shimura ins Kokuritsu Kokusai Iryō Kenkyū Center (国立国際医療研究センター; eng. „National Center for Global Health and Medicine“, kurz NCGM) in Shinjuku verlegt, in dem die ECMO zur Verfügung stand. Es war geplant, dass er die Hauptrolle in dem Film Kinema no kamisama (キネマの神様) spielen sollte, seine Teilnahme wurde jedoch am 26. März abgesagt. Außerdem sollte er beim olympischen Fackellauf der Olympischen Sommerspiele 2020 teilnehmen und die Fackel durch einen Teil seiner Heimatstadt Higashimurayama tragen. Shimura starb am 29. März 2020 an den Folgen der Erkrankung im NCGM.

## Filmografie
- Poppoya (1999), Hajime Yoshioka
- Der Lorax (2012), Der Lorax (japanische Synchronstimme)
- Yo-kai Watch (2014), Meister Nyada (Stimme)
- Yell (2020, Fernsehserie)